# Cummins
Cummins Inc. er en multinational amerikansk producent af motorer, filtreringsprodukter, generatorer og andre dele til bilindustrien.
De har hovedkvarter i Columbus, Indiana og deres produkter sælges i ca. 190 lande igennem 600 distributører og 7.200 forhandlere. I 2022 solgte de for 28 mia. US$.
Cummins Engine Company blev etableret i Columbus, Indiana den 3. februar 1919 af mekaniker Clessie Cummins og bankansat William Glanton Irwin.